# Capela de São Roque (São Paio de Merelim)
A Capela de São Roque é uma capela portuguesa localizada na antiga freguesia de São Paio de Merelim onde se venera o santo homónimo. Foi construída em honra de uma promessa feita pelos habitantes do Couto de Tibães depois de se verem livres de uma epidemia por intercessão de São Roque.